# 이리 (영화)
"이리"는 2008년에 개봉한 대한민국의 영화이다.

## 캐스팅
- 윤진서 : 진서 역
- 엄태웅 : 태웅 역
- 윤영규
- 모하메드 자노
- 고울훤
- 최은정
- 김준성
- 홍지연
- 도예진
- 손규식
- 박청윤
- 김탁현
- 박일남
- 임선경
- 김순례
- 김영순
- 설채순
- 오순이
- 허석
- 성귀열
- 나준철
- 윤기중
- 신태민
- 채규진
- 윤병기
- 유의수
- 서성원
- 오성환
- 권남균
- 김동호 (특별출연)
- 정지영 (특별출연)
- 궈커이 (특별출연)